# Bandannas, Tattoos & Tongue Rings
Bandannas, Tattoos & Tongue Rings — восьмий студійний альбом американського репера Мессі Марва, виданий 25 січня 2005 р. лейблами Sumday Entertainment та Scalen Muzik Inc. Реліз посів 80-ту сходинку чарту Top R&B/Hip-Hop Albums. Виконавчий продюсер: Мессі Марв. Мастеринг: Джастін Вайс. Фотограф: Shemp.

## Список пісень
1. «The Toast» — 1:52
2. «2 to the Neck» — 3:17
3. «I'm Too Thowed» — 4:29
4. «Tycoonin'» — 3:26
5. «The Ice Down» (Skit) — 1:22
6. «Still Ballin'» (з участю Clover Geez, Lil' Flip та Big Shasta) — 4:47
7. «Momma» — 4:52
8. «Sexy Thang» (з участю Suga Free) — 4:28
9. «Eat the Poot» (Skit) — 1:06
10. «That Thurr» (з участю Rich the Factor) — 4:13
11. «Wanna B Yours» — 3:29
12. «U Ain't the Only 1» (з участю Dead Prez) — 4:50
13. «Let It B Known» (з участю Guce) — 4:22
14. «Don't You Say That» — 3:07
15. «Mac Dre & the Mac» (Tribute) — 3:45
16. «Neva B Right» (з участю E-40 та Yukmouth) — 4:03
17. «Get on My Hype» — 3:25

## Продюсери
- The Kream Team, Трон Тріз — № 1-4, 6-8, 13-16
- Sean T — № 10, 12
- Cozmo — № 11
- Droop-E — № 17